# Oxytate taprobane
Oxytate taprobane är en spindelart som beskrevs av Benjamin 200. Oxytate taprobane ingår i släktet Oxytate och familjen krabbspindlar.
Artens utbredningsområde är Sri Lanka. Inga underarter finns listade i Catalogue of Life.